# Tilly Lus
Mathilda Gerardina Barbiers, beter bekend als Tilly Lus (Zaandam, 28 juni 1888 - Den Haag, 25 juli 1971) was een Nederlands theateractrice.
Lus was lid van de familie Barbiers en een dochter van Johanna Catharina Peternella Barbiers (1848-1927), weduwe van Wilhelmus Hermanus Lus (1834-1882), die beiden acteerden. Lus stond als kind al op de planken. Ze speelde in 1907 de hoofdrol in Uitkomst, een toneelstuk dat werd uitgefloten door het publiek. Ook speelde ze bij Die Haghespelers in Theater Heerengracht onder regie van Eduard Verkade.
Ze bleef tot in de jaren veertig actief in het theater. In de jaren dertig werkte ze voor het toneelgezelschap Centraal Tooneel en speelde in deze periode regelmatig met Mary Dresselhuys in toneelstukken. In 1933 werd ze benoemd tot ridder in de Orde van Oranje-Nassau. 
Lus had ook een carrière in de stomme film. Tussen 1911 en 1915 was ze te zien in drie films. Ze trouwde met Cor Ruys, een acteur met wie ze zes kinderen kreeg, onder wie actrice Louise Ruys. Eduard Verkade vertelde dat na het moederschap 'de melodie in haar nog aanmerkelijk aan diepte won'. Lus stierf op 83-jarige leeftijd.

Nederlands-Indië
In 1935 maakte Tilly Lus, samen met Marie Dresselhuys en Cees Laseur, plannen om met een klein Nederlands toneelgezelschap naar Nederlands-Indië te reizen. Deze tournee, onder auspiciën van de Bond van Kunstkringen, was bedoeld voor de zomermaanden. Jeanne van Rijn zou zich bij dit gezelschap voegen, terwijl Co Balfoort de zakelijke leiding op zich zou nemen. Het doel van deze reis was om Nederlands toneel in Nederlands-Indië te promoten.